# Naser ed-Din Kadjar

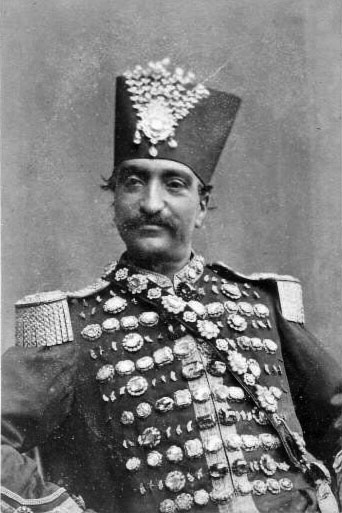
Naser ed-Din Kadjar, zijn uniform is bezaaid met grote diamanten

Naser ed-Din Kadjar, ook: Nāser ad-Dīn Schah, (Perzisch: ناصر الدین شاه) (Teheran, 16 juli 1831 – Teheran, 1 mei 1896), uit de dynastie der Kadjaren, was de sjah van Perzië van 1848 tot zijn gewelddadige dood in 1896.
Hij was een van de twintig kinderen van Mohammad Sjah Kadjar en was na Sjapoer II (309-379) en Tahmasp I (1524-1576) de langst regerende sjah over Perzië sinds het begin, ca. 550 v.Chr. 
Naser ed-Din introduceerde een aantal Westerse verworvenheden in Perzië. Zo werd op zijn bevel een Europees postsysteem ingevoerd. Ook het treinverkeer, een modern bancair stelsel en de dagbladjournalistiek werden door hem geïntroduceerd.
Naser werd in 1896 vermoord door Mirza Reza Kermani, een aanhanger van Jamal al-Din al-Afghani, toen hij aan het bidden was bij het graf van zijn voorvaderen.

## Troonsbestijging

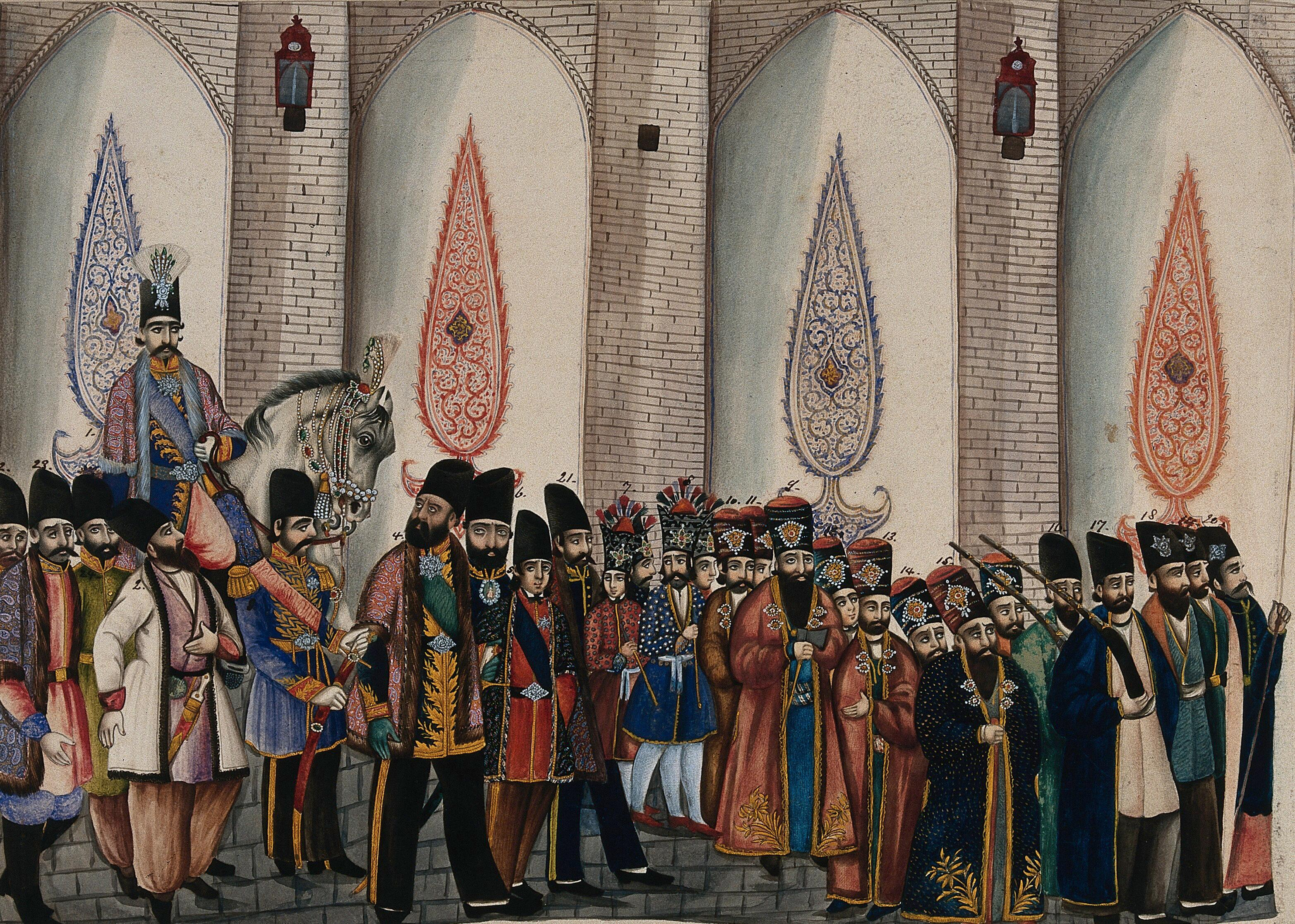
Naser ed-Din Kadjar op een paard met zijn entourage

Naser verbleef in Tabriz toen hij hoorde van het overlijden van zijn vader op 5 maart 1848. Daarna nam hij bezit van de Pauwentroon. Hij trachtte meteen het oostelijke gedeelte van Perzië, dat onder Brits mandaat stond, terug te winnen (de huidige provincie Herat in Afghanistan). Maar na een Britse aanval op Bushehr moest hij zijn legers terugtrekken. Hoewel Naser hervormingsgezind leek, heerste hij als een absoluut vorst. Hij vervolgde de bábí's en de bahá'ís en deze vervolging werd behoorlijk verhevigd toen enkele Bábí's in 1852 een aanslag op zijn leven pleegden.

## Bezoek aan de wereldtentoonstelling van 1873

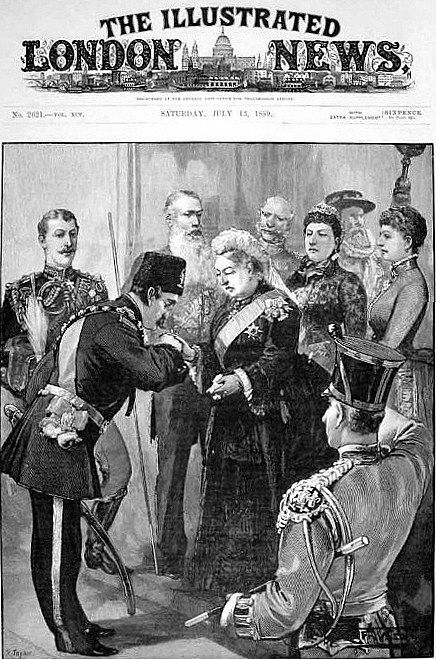
Sjah Naser kust de hand van Koningin Victoria

Hij was de eerste Perzische monarch die Europa bezocht en wel voor het eerst in 1873 toen hij de Wereldtentoonstelling in Wenen bezocht. Tijdens zijn rondreis door Europa hield hij een reisdagboek bij, dat in het Perzisch, Duits en Nederlands is gepubliceerd.
Door keizer Frans Jozef I werd de sjah ondergebracht in slot Laxenburg. Meer nog dan voor de wereldtentoonstelling was de sjah naar Wenen afgereisd om keizerin Elisabeth te ontmoeten. Voor haar had hij enkele honden, een paar paarden en vier gazellen meegebracht. De keizerin, die zich in die tijd regelmatig – wegens zogenaamde ongesteldheid – buiten Wenen ophield, vertoonde zich evenwel niet. De sjah, die zich in Wenen ook amuseerde met lokale jonge vrouwen, weigerde Oostenrijk te verlaten zonder de keizerin te hebben gezien. Uiteindelijk verscheen Sisi op de afscheidssoiree, die ter ere van de sjah op slot Schloss Schönbrunn werd gegeven. Door de Oostenrijkse keizer werd Naser opgenomen in de Orde van het Gulden Vlies. Na zijn Weense bezoek, vertrok hij naar Londen, waar hij door koningin Victoria werd benoemd tot ridder in de Orde van de Kousenband.

## Fotografie
Naser ed-Din was de enige sjah die zijn herinneringen in de vorm van dagboeken gepubliceerd heeft. Niet alleen schreef hij zelf veel, hij was ook creatief op andere gebieden. Van jongs af aan was hij een enthousiast beoefenaar van de tekenkunst, en nauwelijks volwassen was hij al compleet in de ban van de fotografie. Niet alleen fotografeerde hij zelf, hij gaf ook opdracht om een speciaal paleis voor de fotografie te bouwen en bood een aantal jongemannen de gelegenheid om als fotograaf opgeleid te worden. De periode van zijn koningschap is dan ook bijzonder goed fotografisch gedocumenteerd. Alleen al in de archieven van het Golestan Paleis te Teheran berusten tienduizenden foto's uit zijn regeerperiode.

## Familie

### Zonen
- Prins Soltan Mahmoud Mirza (1847-1849) Vali Ahad van Perzië, 1849
- Prins Soltan Moin ed-Din Mirza (1849-6 november 1856) Vali Ahad van Perzië, 1849-1856
- Prins Soltan Massoud Mirza Zell os-Soltan (5 januari 1850 - 2 juli 1918)
- Prins Mohammad-Qassem Mirza (1850-29 juni 1858) Vali Ahad van Perzië, 1856-8
- Prins Soltan Hossein Mirza Jalal od-Dowleh (1852-1868)[3]
- Prins Mozaffar ed-Din Mirza (25 maart 1853-7 januari 1907)
- Prins Kamran Mirza Nayeb os-Saltaneh (22 juli 1856-15 april 1929)
- Prins Nosrat ed-Din Mirza Salar os-Saltaneh (2 mei 1882-1954)
- Prins Mohammad-Reza Mirza Rokn os-Saltaneh (30 januari 1884-8 juli 1951)
- Prins Hossein-Ali Mirza Yamin od-Dowleh (1890-1952)
- Prins Ahmad Mirza Azd os-Saltaneh (1891-1939)

### Dochters
- Prinses Afsar od-Dowleh
- Prinses Fakhr ol-Moluk (1847-9 april 1878)
- Prinses Ismat al-Doulah (1855-3 september 1905)
- Prinses Zi'a os-Saltaneh (1856-11 april 1898)[4]
- Prinses Fakhr od-Dowleh (1859-1891)
- Prinses Forugh od-Dowleh (1862-1916)
- Prinses Eftekhar os-Saltaneh (1880-1941)
- Prinses Farah os-Saltaneh (1882-17 april 1899)
- Prinses Tadj os-Saltaneh (1883-25 januari 1936)
- Prinses Ezz os-Saltaneh (1888-1982)[5]
- Prinses Sharafsaltaneh

### Uitgebreide familie
De nakomelingen van Jwamer Agha zijn verwant aan Nasr al-Din Shah Qajar door het huwelijk van Jwamer's oudste zoon met 2 Qajar-prinsessen van Nasr al-Din Shah Qajar. Zo dragen ze de titel van prinses van Qajar.
Nasreddin Shah, de sjah van de Kadjaren-dynastie, regelde een huwelijksalliantie door twee van zijn dochters uit te huwelijken aan de oudste zoon van Jwamer Aga, Hama Beg. Deze unie was bedoeld om de banden tussen de Kadjaren en de invloedrijke Hamawand-stam te versterken. Na tien jaar keerden de dochters echter terug naar hun vaderlijk huis. Als reactie daarop stak Nasreddin Shah persoonlijk het grondgebied van Hamawand over, wat een mogelijke verschuiving in de politieke dynamiek tussen de Kadjaren-dynastie en de Hamawand-stam signaleerde.

## In de literatuur
De roman De koning van Kader Abdolah is geïnspireerd door het leven van de sjah. Salam Europa is geïnspireerd op de dagboekverslagen van de reis door Europa ten tijde van deze Wereldtentoonstelling in Wenen.

## Noot
1. ↑   Komrij, Gerrit (1986). Verzonken Boeken. De Arbeiderspers, Amsterdam, blz. 160-164. ISBN 9029527196. Geraadpleegd op 30 maart 2009.
2. ↑  Brigitte Hamann, Elisabeth Kaiserin wider Willen. München, 1981, 1997. blz 307 e.v.
3. ↑  "Kinderen van Nasser-ed-Din Shah Qajar (Kadjar)". Ontvangen op 7 juli 2024.. Gearchiveerd op 19 maart 2025. Geraadpleegd op 5 maart 2025.
4. ↑  Zi'a es-Saltaneh trouwde met Seyed Zeyn-ol-Abedin Emam Jome'eh. Haar dochter, Zia Ashraf Emami trouwde met Mohammad Mosaddegh
5. ↑  Mo'ayeri pp. 16–17
6. 1 2  De koninklijke harem van Naser al-Din Shah Qajar (reg. 1848-1896): de literaire weergave van het leven van vrouwen door Taj al-Saltana en de anonieme 'Lady from Kerman'
7. ↑  "Bekroning van angst: memoires van een Perzische prinses van de harem tot de moderniteit" door Taj al-Saltaneh
8. ↑  Koerdisch artikel over Jwamer Agha Hamawand in Sorani door Awene